# 南希·佩洛西
南希·帕特里夏·佩洛西（英語：Nancy Patricia Pelosi，/pəˈloʊsi/；1940年3月26日—），本姓達歷山德羅，美國民主黨籍政治人物，曾任美國眾議院議長，自1987年起獲選為美國眾議院議員（加利福尼亞州選區）。佩洛西是美國歷史上第一位女性眾議院議長，這段期間在美國總統繼任順序中排名第二，2020年至2023年僅次於美國首位女性副总统兼參議院議長卡玛拉·哈里斯。
她跟隨父親小托马斯·达历山德罗進入政壇，1987年成為國會議員，2021年起已是第18個任期。其父曾擔任美國眾議院議員（馬里蘭州選區）和巴爾的摩市長。佩洛西是加利福尼亞州國會代表團團長。她最早屬於加州第五選區（1987－1993年）。1990年人口普查後選區重劃，她被分入第八選區（1993－2013年），2013年後又被劃入第十二選區，該選區包含旧金山五分之四的市郡。她自2003年起擔任眾議院民主黨黨團領袖，亦是第一位女性眾議院政黨領袖；2003年至2007年以及2011年至2019年為少數黨領袖、2007年至2011年以及2019年至2023年為眾議院議長。
佩洛西反對發動伊拉克戰爭，也反對布希政府試圖將社保部分私有化。她在首次擔任議長的任內積極推動了許多歐巴馬政府推動的法案，包括平價醫療法案、多德-弗蘭克法案、「不問，不說」廢除法案、美國復甦與再投資法以及2010年減稅法案。直至共和黨在2010年中期選舉中贏得眾議院多數席位，佩洛西失去了議長之位成為眾議院少數黨領袖，仍為眾議院民主黨領袖。
2018年中期選舉後，民主黨重新控制眾議院；2019年1月3日，第116屆國會正式上任，佩洛西再次當選議長，成為1955年的塞缪尔·雷伯恩之後第一個重返原職的前議長。在佩洛西的領導下，眾議院於2019年和2021年兩度彈劾總統川普，但都未能在參議院通過門檻而宣判無罪。自拜登就任總統以來，她積極推動了拜登政府的一系列法案，包括美国投資法與美國救援方案法。
在佩洛西確定卸任眾議院議長和政黨領袖後，眾議院民主黨黨團的指導與政策委員會通過決議視其為榮譽議長。

## 个人经历

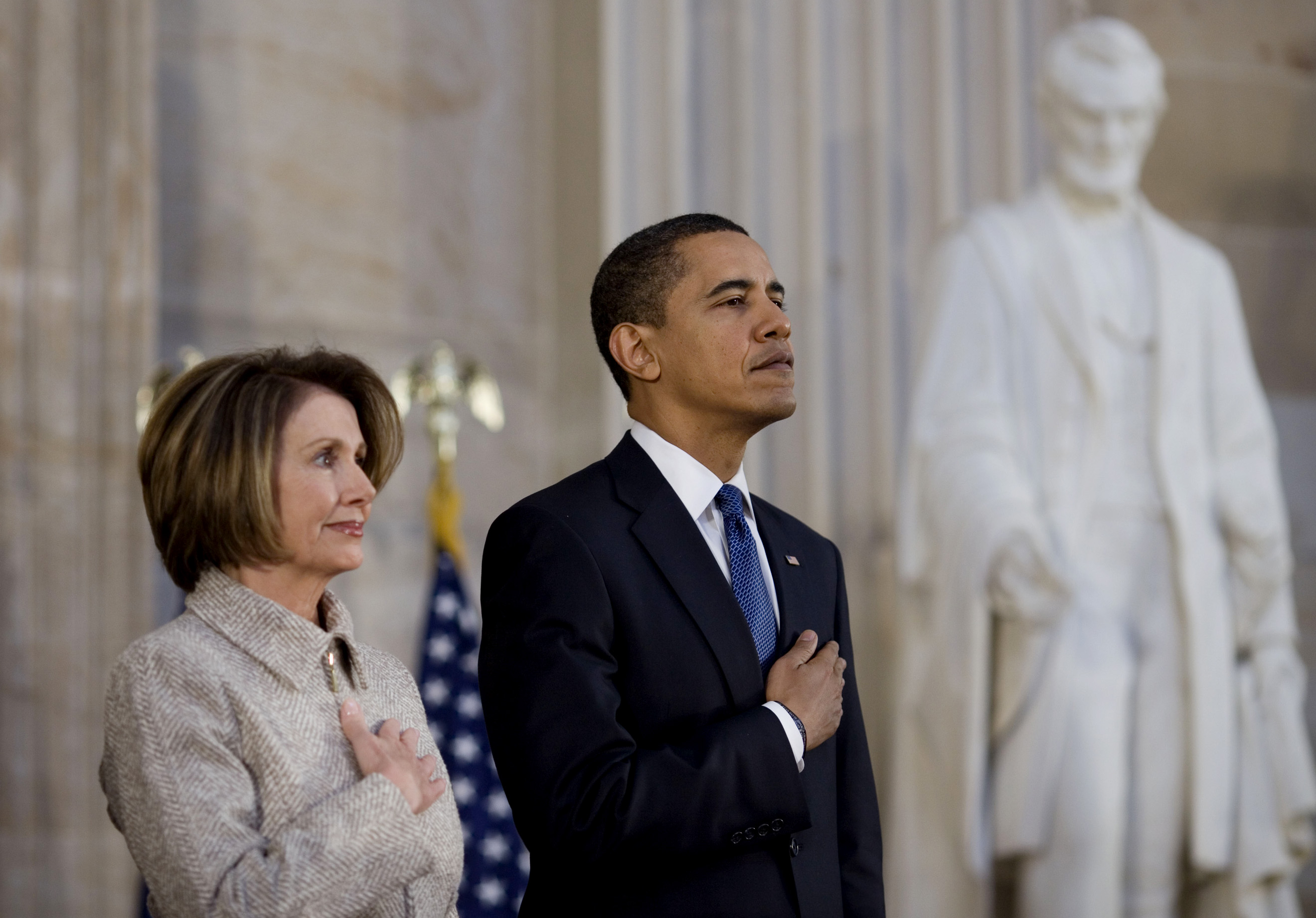
總統巴拉克·歐巴馬和眾議院議長南希·佩洛西在美國國會大廈

1940年，南希·亚历山德罗生於馬里蘭州陶森的馬里蘭大學聖約瑟醫療中心，是家裏唯一的女孩，也是七個孩子中最年幼的。母親安農恰塔·達歷山德羅（Annunciata M. "Nancy" D'Alesandro，本姓隆巴尔迪 (Lombardi)）生於義大利的福尔内利，父親小托马斯·达历山德罗（Thomas D'Alesandro Jr.）是生於巴爾的摩的意大利裔美国人，曾任美國眾議院議員和巴爾的摩市長。其兄托马斯·达历山德罗三世亦於1967至1971年任巴爾的摩市長。裴洛西很早就投身於政治，但不是親自參選——她幫助父親競選，亦出席了約翰·甘迺迪總統的就職典禮。
1958年，裴洛西畢業於巴爾的摩的一所天主教女子高中——聖母學院。1962年，她以政治学文学学士的身份從華盛頓聖三一大學畢業。1960年代，她與後來的眾議院多數黨領袖斯坦利·霍耶一起在參議員丹尼爾·布魯斯特身邊實習。
1963年9月7日，她与商人保羅·佩洛西在巴爾的摩主教座堂结婚，并改本姓为夫姓佩洛西。在29歲那年，他们共已經有了五个孩子。從政前24年，佩洛西都在拉拔這些孩子，她曾打趣地表示全職媽媽的經歷使她懂得刻苦耐勞，人生印象中這段帶5個孩子的時期確實是最困難的，對比之下（當美國國會議長）看起來「相對簡單，不是嗎？」。

## 财务状况
作为众议院议长，佩洛西领取每年21万美元的薪水。
她的丈夫保罗·佩洛西是一位成功的商人，创立了美国旧金山风险投资公司“融资租赁服务”（Financial Leasing Services）。据估计佩洛西家庭财富净值约1.35亿美元（约合9.11亿人民币）。她是当前国会最富有的议员之一。
国会议员从事股票交易一直是被大众和媒体高度关注的话题。保罗是一位活跃的投资人，多年来一直频繁进行股票、期权的交易。据报道他个人仅在2021年就进行上百万美元的交易，交易标的包括谷歌、亚马逊、美國運通等公司。这使南希受到很多指责。2021年12月，南希在被问及是否应该允许国会议员交易股票时表示，“我们是一个自由市场经济，国会议员应该有权利参与其中。”但迫于同僚和舆论压力，她在2022年2月表示并不排除支持国会相关的限制。2022年7月，南希否认了其丈夫利用她所掌握的内幕信息进行交易的说法。
2022年6月，保罗·佩洛西購入了美國知名晶片公司英偉達價值高達五百萬美元的股票，一個月後，美國國會通過「晶片法案」，半導體行業股票全線上漲。股票提前購入的時間與法案投票時間前後相繼，佩洛西夫婦收穫暴利，這在美國國內引發了有關「內線交易」的巨大爭議。
根据数据收集平台“白宫股票观察者”（House Stock Watcher）的记录，南希及其家庭自2020年起一共进行了72笔交易，交易金额约为7,700万美元（约合5亿2千万人民币），其投資組合即使受到疫情衝擊也能獲利。自 2020 年以來佩洛西和她丈夫幾乎所有的重點投資都有十分可觀的回報。他們2021 年投資組合回報超過50%，大幅跑贏標準普爾 500 指數的 28%。

## 政治生涯

### 成為議長前
自1987年起任加利福尼亞州國會眾議員，2001年成為史上首位少數黨女黨鞭，2003年成為眾議院少數黨領袖，是民主黨歷來最為自由派的少數黨領袖，亦是首位女性眾議院少數黨領袖。

### 眾議院議長（2007－2011）

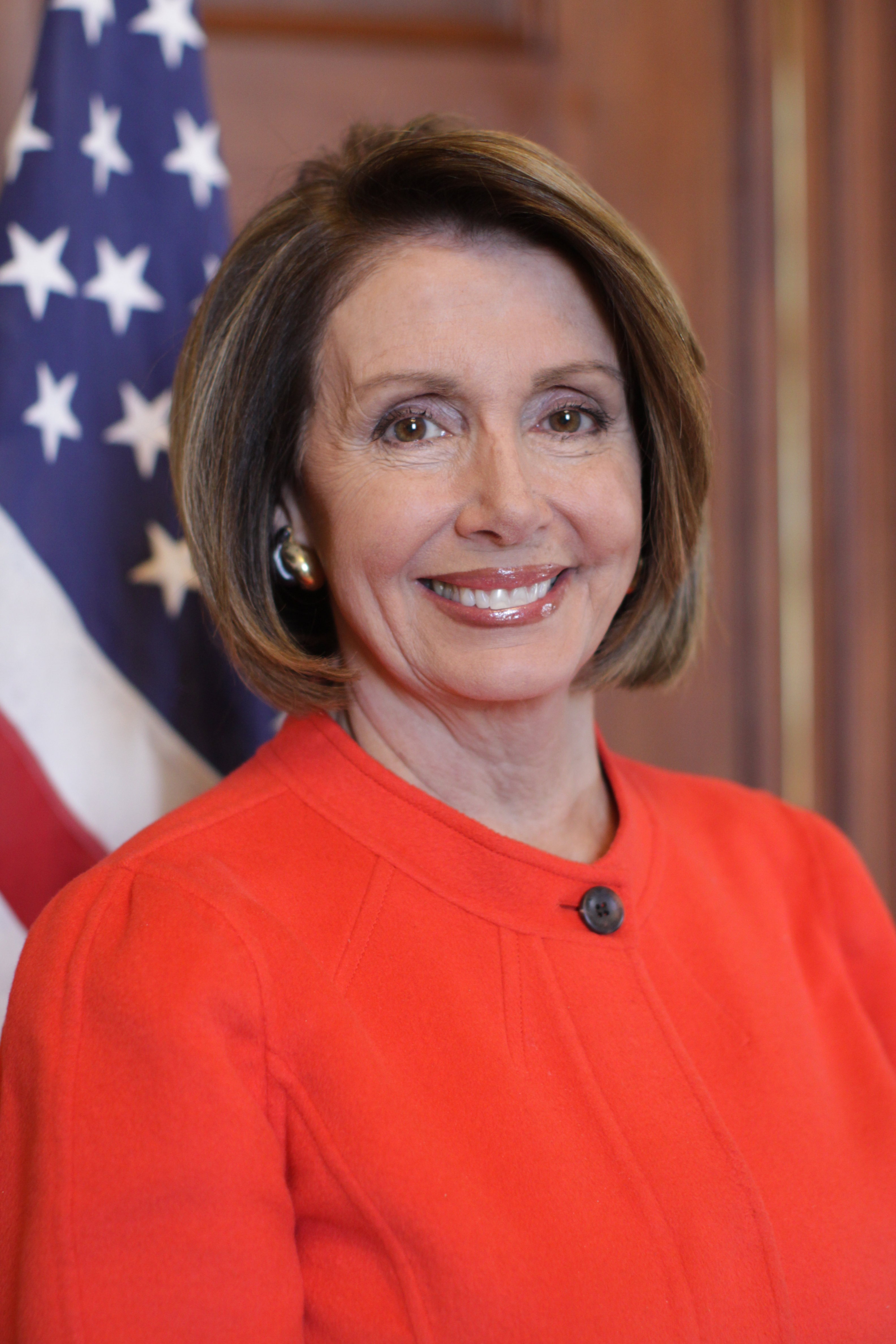
2007年時的裴洛西

2006年美國中期選舉，民主黨在選舉中獲勝，成功奪回失去12年的國會參眾兩院的控制權，作為眾議院民主黨領袖的裴洛西於2007年1月4日成為美國國會成立218年來首位女性、加州人和意大利后裔的議長，也是歷來职位最高的女性联邦官员。她在當選後的致辭中提到作為首位女議長的歷史意義，內容大致如下：
| “ | 對國會和女性國民而言，這是歷史性時刻，也是我們等了過200年的時刻。我們在多年爭扎中堅守信念後，才能取得自身的權益。但是，婦女在這個過程中並非白等，她們一直在爭取權益。我們抱持著為了兌現美國的承諾—男女皆生而平等的信念，一直奔馳效勞。我們為了自己的女兒和孫女們，在今日打破了玻璃天花板。對我們的女性後代而言，天空才是極限，故凡在天下的事皆可能。 | ” |

### 回任眾議院少數黨領袖（2011－2019）
民主黨在2010年美國中期選舉後失去對眾議院的控制權，她卸任議長一職，由共和黨的約翰·博納接任。她繼續擔任眾議院少數黨領袖。
2011年11月美國CBS《60分鐘》新聞節目揭露裴洛西和其他幾位國會議員利用職務所知道的未公開資訊參與股市內線交易撈錢，雖然她本人否認，不過當時美國國會議員若參與股市內線交易並未違法，但一般美國民眾若參與金融內線交易卻會被判重刑，2012年美國總統歐巴馬簽署《停止利用國會見聞交易法案》（英語全名：Stop Trading on Congressional Knowledge Act），才正式禁止美國國會議員做金融內線交易。
2018年2月，裴洛西曾於就移民政策議題發言超過八小時，打破了院內最長發言時間的紀錄。

### 再任眾議院議長（2019－2023）
由於民主黨在2018年美國中期選舉中獲勝，成功奪回失去8年的國會眾議院的控制權，領袖裴洛西於次年1月3日獲得民主黨眾議院黨團提名，成為第116屆國會及第55任美國眾議院議長。同月因民主黨控制的眾議院拒絕通過美墨邊境圍牆撥款，促成史上最長聯邦政府停擺，裴洛西以眾議院議長身分拒絕唐納·川普總統到院內發表国情咨文，直到迫使他簽署臨時撥款恢復政府運作、另循緊急狀態取得圍牆撥款才結束停擺。
在這次任期中，她推動兩次的對川普的總統彈劾案，第一次在2019年，第二次在2021年，但兩次皆在參議院的審判後的投票中未達到三分之二的門檻，皆未通過彈劾。

## 國内政治
裴洛西支持寬鬆的移民政策，她反對2017年簽署的第13769號行政命令。儘管是天主教徒，但她支持同性婚姻合法化等性少數族群權利，亦支持加強槍械管制。並支持晶片與科學法。（於2022/8/9由喬·拜登總統簽署）。

## 外交

### 中華人民共和國

1991年9月4日，美国众议员佩洛西和本·琼斯，约翰·米勒在天安门广场人民英雄纪念碑前展示写有“献给为中国民主事业牺牲之烈士”的横幅。三位议员和随行拍摄的记者随即遭民警驱离现场。

南希·裴洛西擔任眾議員以來，以一直關注中國大陆人權見稱，是一個屬於對华強硬派的美國政治人物，十多年来一直投票反对给中華人民共和國最惠国待遇、申办北京奥运会等，在2007年6月12日即以眾議院議長身分發表聲明要求美國介入調查中國大陸廠商的剝削童工。
1989年6月21日，天安門運動遭武力鎮壓後，在眾議院年資尚淺的裴洛西協助主導，提出「1989年緊急中國移民救濟法案」(Emergency Chinese Immigration Relief Act of 1989, H.R.2712)，允許約3萬2千名持有J-1簽證的中國學者在簽證過期後，無須回到中國兩年，而能繼續留在美國，且讓他們在返回中國時免於可能的迫害，俗稱「裴洛西法案」。
1991年9月4日早上，時任加州眾議院議員的裴洛西與民主黨議員本·琼斯、共和黨議員約翰·米勒趁著在北京訪問時，與ABC、CBS、CNN等美國媒體記者一同到天安门广场手執白花，站在人民英雄紀念碑一側放置白花，悼念六四死難者，並打出黑底白字手寫横幅“献给中国民主事业牺牲的烈士”，但隨即被現場公安民警驅離現場，過程中CNN記者曾被拘留一個半小時後被釋放，而裴洛西等人则因此被驱逐出境。

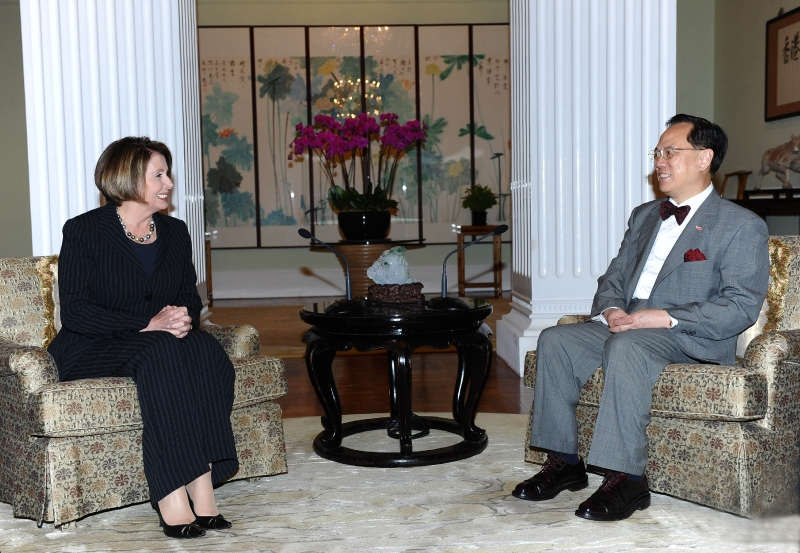
佩洛西會見香港前行政長官曾蔭權

裴洛西亦提出了为參與過六四事件的中国大陆学生提供庇护的《中国学生保护法案》。1992年，裴洛西獲中國民主教育基金會頒發第7屆傑出民主人士獎。1999年中華人民共和國國務院总理朱镕基就中国加入世界贸易组织出访美国前夕，裴洛西请求美国总统克林顿和副总统戈尔敦促朱镕基承认六四学运为民主运动。
裴洛西曾两度与中共中央總書記胡锦涛公开会面，一次是在2002年，当时她将四封要求释放中国大陸及西藏异议人士的信件交给时任中共中央政治局常委兼中国国家副主席的胡锦涛，但被胡锦涛拒收；另一次在2009年，那时她又将一封信件交给胡锦涛，以此要求释放刘晓波等异见人士。
2008年3月21日，裴洛西在印度达兰萨拉與第十四世达赖喇嘛和藏人行政中央官員會晤後，批評了中華人民共和國政府對2008年西藏騷亂的處理，並呼籲「熱愛自由」的全世界人民譴責中华人民共和国政府。
2008年10月24日，裴洛西讚揚歐洲議會授予異見者和人權活動人士胡佳薩哈羅夫思想自由獎這個「大膽的決定」。她在聲明中說：「我對我國政府呼籲立即無條件地釋放胡佳和尊重所有中國人民的基本自由。」
2010年9月22日，裴洛西對於中國貨幣法案表示支持，其表示“是到了通過一項法案，將中華人民共和國列為匯率操縱國，滿足出口商的時候了。“
2015年9月，時任眾議院少數黨領袖的裴洛西在國會山莊與訪問美國的中共中央總書記習近平會面。同年11月，裴洛西率領美國國會議員代表團訪华，并被安排訪問西藏。裴洛西結束西藏之行后在北京會見全國人大常委會副委員長張平時，張平問她，西藏之旅怎麼樣。在會議現場的記者聽不到裴洛西當時的回答。西藏官方報紙說裴洛西讚賞西藏的變化和宗教自由，但外媒並沒有聽到裴洛西發表訪問西藏的評論。
2017年8月，裴洛西批評参与重奪「公民廣場」行動的香港民主活動人士被監禁，她稱該裁決不公正。
在唐納·川普政府於2018年3月下旬對中華人民共和國发起美中貿易戰前，裴洛西和其他民主黨人敦促川普更加關注中华人民共和国並施加實際懲罰，履行自己的競選承諾，阻止中华人民共和国向美國施壓使科技公司放棄知識產權。裴洛西敦促川普對中华人民共和国的不公平竞争行为採取堅決立場。
2019年6月4日，裴洛西在一次听证会中鑒於「中國近日對香港的舉動（China’s actions in Hong Kong these days）」，贊揚香港維園六四燭光晚會中的發聲（speaking out）是「一道美麗的風景線（a beautiful sight to behold）」。
2019年6月12日，裴洛西發表聲明，聲援反對修訂逃犯條例的香港示威者，並稱「美國與香港市民同在」。
2019年6月19日，裴洛西在基督科學箴言報贊助的早餐會上批評中华人民共和国違反一國兩制。記者提問香港局勢，裴洛西指“200萬人上街反對引渡條例（參見「譴責鎮壓，撤回惡法」大遊行），佔全香港四分之一人口，是一道美麗的風景線（a beautiful sight to behold）”。
2019年9月，裴洛西在國會山莊見了香港民運人士黃之鋒。裴洛西力挺反送中，表示國會兩黨將審議《香港人權與民主法案》。
2020年4月，香港警務處國家安全處大型搜捕15名民主派知名人士，裴洛西促白宮執行《香港人權與民主法案》 。
2022年8月5日，中華人民共和國外交部發言人宣佈對裴洛西及其直系親屬採取制裁措施。

### 中華民國
2022年4月，多次传出裴洛西计划访問台湾的消息。中华人民共和国国防部警告，如果裴洛西访台灣，中国人民解放军将“采取强有力的措施”。
2022年7月29日，裴洛西率团启程出訪亞洲，並計畫途中訪問台灣。8月2日晚間，裴洛西乘专机抵达中華民國空軍松山基地。自1997年紐特·金里奇後時隔25年訪台，裴洛西是美國第二個訪台議長。在裴洛西抵達台北後發推文表示，我們的訪問重申美國與台灣站在一起，台灣是蓬勃有力的民主體制，且是我們在印太區域的重要夥伴。
|                | Nancy Pelosi | Twitter的logo，一个风格化的小蓝鸟 |
| @SpeakerPelosi |              | Twitter的logo，一个风格化的小蓝鸟 |

Our delegation’s visit to Taiwan honors America’s unwavering commitment to supporting Taiwan’s vibrant Democracy.

Our discussions with Taiwan leadership reaffirm our support for our partner & promote our shared interests, including advancing a free & open Indo-Pacific region.
我國代表團對台灣的訪問兌現了美國對支持台灣充滿活力的民主的堅定承諾。

我們與台灣領導人的討論重申了我們對合作夥伴的支持並促進我們的共同利益，包括推動自由開放的印度-太平洋地區。
2022-08-02 11:00 PM
8月3日，裴洛西拜會中华民国立法院，並至總統府與蔡英文總統會面。在聲明中表示，「雖然他們（中國大陆）也許會阻止台灣派領導人出席全球論壇，但他們無法阻止世界領導人或任何人前往台灣。」

### 北韓
裴洛西是极少数去过朝鮮民主主義人民共和國的美国國會議員之一。她對朝鮮民主主義人民共和國政府進行核擴散的危險以及朝鮮不斷的飢餓和壓迫問題表示關切。
2017年8月川普警告北韓“如果進一步威脅美國，北韓將遭受前所未有的大火和憤怒”，裴洛西表示不讚賞這些評論。并称川普總統衝動的言論削弱了美國的信譽。
2017年11月五角大樓致信國會議員，稱地面入侵是銷毀朝鮮所有核武器的唯一途徑，裴洛西呼籲美國要“用其它辦法解决”。
2018年6月在川普讚揚朝鮮領導人金正恩之後，裴洛西在一份聲明中表示：川普總統急於達成協議，同時保持了北韓政權的現狀。

### 敘利亞及利比亞
裴洛西支持《敘利亞問責制法案》和《伊朗自由與支持法案》。裴洛西在2005年AIPAC年會上的講話中說，“太久以來，雙方領導人都做得不夠”，向對伊朗提供有關核問題和導彈技術信息的俄羅斯和中國施加壓力。“如果發現其他國家參與伊朗核計劃，我將堅持要求政府在確定美國如何在其他問題上與該國打交道時，使用這些證據。
裴洛西支持2011年北約領導的對利比亞的軍事干預。她贊成武裝叙利亚反对派。
2019年1月，裴洛西批評川普總統計劃從敘利亞和阿富汗撤軍的計劃。她稱川普的計劃是“送給普京的聖誕禮物”。2019年10月，裴洛西譴責川普總統拋棄美國的庫爾德盟友，企圖安撫土耳其總統埃尔多安，並認為該決定對區域安全與穩定構成了威脅，並向伊朗和俄羅斯以及美國的盟友發出危險信息，即美國不再是一個值得信賴的伙伴。

### 土耳其
2007年10月中旬，眾議院外交事務委員會通過一項決議，將1915年被奧斯曼帝國對亞美尼亞人的殺害定為種族滅絕，裴洛西保證將付諸表決這項決議。決議草案引起布什總統的警告和土耳其的批評，土耳其總理雷傑普·塔伊普·埃爾多安表示，批准該決議將危及美土關係。在眾議院的支持減弱後，該決議的聯署議員們撤回了付諸表決的要求，十月下旬，裴洛西同意擱置此案。
該決議在裴洛西第二任議長期間獲得通過。眾議院於2019年10月以405票赞成對11票反对，確認了該決議。

## 荣誉

### 其他国家和地区勋章奖章
- 意大利共和国功绩军官勋章（意大利，2001年6月2日公布[82]）
- 意大利共和国功绩骑士大十字勋章（意大利，2007年6月2日公布[83]）
- 金心勳章（英语：Order of the Golden Heart (Philippines)）（菲律賓，2008年6月23日公布[84]）
- 旭日大绶章（日本，2015年4月29日公布[85]）
- 三等奧爾加大公夫人勳章（英语：Order of Princess Olga）（乌克兰，2022年4月30日公布[86]，同日于基辅颁发[87]）
- 特種大綬卿雲勳章（臺灣，2022年8月3日頒發）[88]
- 二等智者雅罗斯拉夫王公勋章（乌克兰，2022年10月21日公布[89]）

### 其他
2023年6月7日，获颁“魏京生民主人权终身奖”。

## 轶事

### 手撕特朗普国情咨文
2020年2月4日，美国总统特朗普到国会发表国情咨文，進場後先將備份講稿交給坐在後方的副總統彭斯和眾院議長裴洛西，步上讲台时，裴洛西伸手准备与他握手，特朗普却视而不见。裴洛西在特朗普演讲结束后，当众撕掉特朗普的讲稿備份文件。记者其后追问裴洛西举动用意，裴洛西表示“这已是十分客气的做法”，又称国情咨文内容没有一页是真话。

### 反对白人優越主義
裴洛西反对南北战争时期，主张白人優越主義的不平等理念的美利坚联盟国领导人雕像立于美国国会大厦。在2017年，裴洛西呼吁当时的众议院议长保罗·莱恩采取拆除雕像的行动。2020年6月10日，裴洛西在与密苏里州罗伊·布伦特参议员和加利福尼亚州众议员佐伊·洛夫格伦的信中表示：
The statues which fill the halls of Congress should reflect our highest ideals as Americans. Today, I am once again calling for the removal from the U.S. Capitol of the 11 statues representing Confederate soldiers and officials. These statues pay homage to hate, not heritage.
翻译：
美国国会大厦的雕像理应反映我们作为美国人的最高理想。今天，我再次呼吁从美国国会大厦撤下代表美利坚联盟国士兵和官员的11尊雕像。这些雕像是向仇恨致敬，而不是传承。——南希·佩洛西，2020年6月10日发表的文章
裴洛西认为，「主张残酷和野蛮行为以实现如此明显的种族主义目的的人的纪念碑是对美国种族平等理念的侮辱。 」

### 丈夫遭反对者入室打伤
2022年10月28日，一名42岁男子持锤子闯入保罗在旧金山的家，不断大喊“南希在哪里”，之后用锤子打伤了保罗，导致保罗颅骨骨折、双手及右臂受重伤。男子随后被警方当场逮捕，保罗则因钝器伤被送往医院接受治疗，而袭击发生的时候南希在华盛顿。后来旧金山警方为涉案男子做笔录，当中男子表示自己原本打算胁持南希，因为南希是“谎话连篇”的民主党领袖，想质问一下，如果说谎就要打断她的膝盖骨，让她坐轮椅回国会上班。但由于南希没在家，男子便叫醒了保罗，用锤子敲了保罗的头盖骨，之后看着保罗打电话报警。10月31日，旧金山地区检察官办公室对德帕普提出六项重罪指控，包括谋杀未遂、入室盗窃、虐待老人、使用致命武器袭击、非法监禁老人和威胁公职人员家属。